# Містер Олімпія 1992
Містер Олімпія 1992 — одне з найбільш значущих міжнародних змагань з культуризму, що пройшло під егідою Міжнародної федерації бодибілдинг (англ. International Federation of Bodybuilding, IFBB) з 12 вересня 1992 року в Гельсінках, Фінляндія. Уперше змагання виграв Доріан Єйтс.

## Результати
Загальна сума призу складає $275,000.
| Місце | Приз     | Ім'я                        |
| ----- | -------- | --------------------------- |
| 1     | $100,000 | Велика Британія Доріан Єйтс |
| 2     | $50,000  | США Кевін Леврон            |
| 3     | $30,000  | США Лі Лабрада              |
| 4     | $25,000  | США Шон Рей                 |
| 5     | $15,000  | Алжир Мохаммед Беназіза     |
| 6     | $12,000  | США Вінс Тейлор             |
| 7     | $8,000   | Австралія Сонні Шмідт       |
| 8     | $7,000   | США Портер Котрелл          |
| 9     | $6,000   | США Рон Лав                 |
| 10    | $5,000   | Франція Тьєррі Пастель      |
| 11    |          | Канада Стів Брісбуа         |
| 12    |          | США Лу Феріньо              |
| 13    |          | США Алк Гарлі               |
| 14    |          | Канада Хендерсон Торн       |
| 15    |          | Франція Френсіс Бенфатто    |
| 16    |          | Ліван Самір Баннаут         |
| 16    |          | США Ронні Коулмен           |
| 16    |          | Польща Мирослав Дашкевич    |
| 16    |          | США Хосе Гусман             |
| 16    |          | США Юхані Херранен          |
| 16    |          | Барбадос Патрік Ніколс      |
| 16    |          | Югославія Мілош Сарчев      |

## Визначні події
- Ронні Коулмен, майбутній чемпіон, дебютував у конкурсі «Містер Олімпія»
- Лі Хейні, восьмиразовий Містер Олімпія, пішов у відставку.